# Inestabilitat (meteorologia)
En meteorologia, la inestabilitat és l'estat d'una massa d'aire les condicions físiques de la qual es presten al desenvolupament d'amplis moviments de convecció verticals.
La inestabilitat és més profunda com més accentuat sigui el gradient de les temperatures verticals i com més humit estigui l'aire.